# Stefania Iwińska

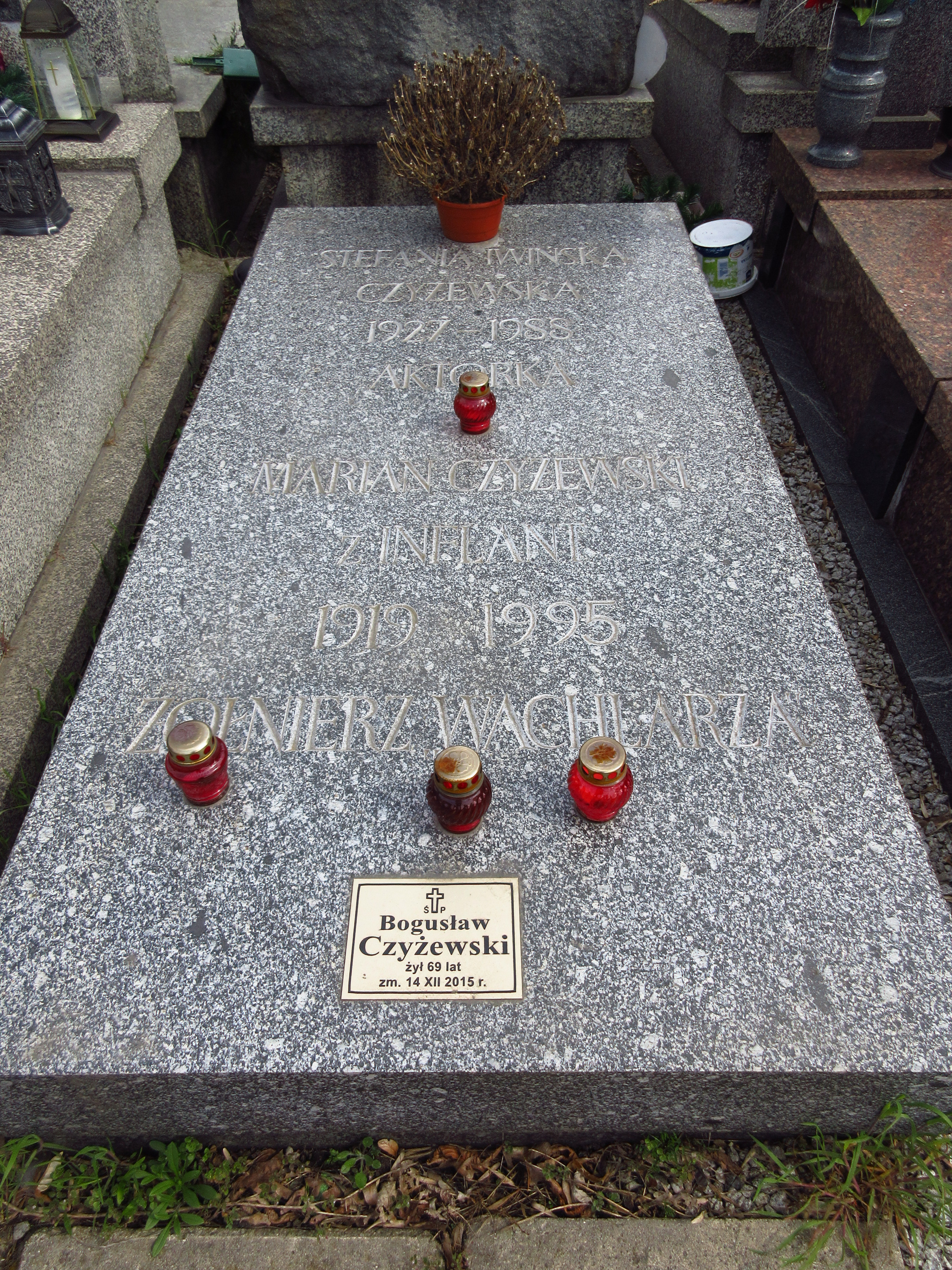
Grób Stefanii Iwińskiej na cmentarzu Bródnowskim

Stefania Iwińska-Czyżewska (ur. 16 lutego 1928 w Warszawie, zm. 7 kwietnia 1988 tamże) – polska aktorka. W 1988 laureatka nagrody za drugoplanową rolę kobiecą na FPFF w Gdyni w filmie Krótki film o miłości.
Pochowana na warszawskim cmentarzu Bródnowskim (Kw. 94C-II-8).

## Wybrana filmografia
- 1988: Krótki film o miłości – gospodyni
- 1988: Dekalog VI – gospodyni
- 1987: Dorastanie – matka Staszka Kuli
- 1987: Rzeka kłamstwa – żebraczka Salomea
- 1987: Zabij mnie, glino – farmaceutka
- 1987: Weryfikacja
- 1985: Jezioro Bodeńskie – internowana
- 1984: Baryton
- 1980–2000: Dom – Józefina Popiołkowa
- 1980: Punkt widzenia – urzędniczka w ZUS (odc. 6)
- 1978: Ślad na ziemi – żona dyrektora
- 1976: Romans prowincjonalny – Amelia Brygierowa, koleżanka matki Elżbiety

## Odznaczenia
- 1966: Zasłużony Działacz Kultury
- 1971: Złoty Krzyż Zasługi
- 1978: Krzyż Kawalerski Orderu Odrodzenia Polski.